# Trichaphodius savannae
Trichaphodius savannae är en skalbaggsart som beskrevs av S. Endrödi 1973. Trichaphodius savannae ingår i släktet Trichaphodius och familjen Aphodiidae. Inga underarter finns listade i Catalogue of Life.